# John Henricks

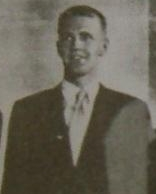
John Henricks

John „Jon“ Malcom Henricks (* 6. Juni 1935 in Sydney) ist ein ehemaliger australischer Schwimmer.
Henricks gewann 1952 seinen ersten australischen Meistertitel, insgesamt gewann er zehn Meistertitel während seiner Karriere. Bei den British Empire and Commonwealth Games 1954 siegte Hencken im Freistilsprint und mit der Staffel. 1956 fanden die Olympischen Spiele 1956 in Henricks' australischer Heimat statt. In Melbourne gewann er die Goldmedaille über 100 Meter Freistil und mit der 4 × 200-m-Freistilstaffel jeweils mit Weltrekord.
1973 wurde er in die Internationale Hall of Fame des Schwimmsports aufgenommen.